# Mário Zagallo
Mário Jorge Lobo Zagallo, plus connu sous le nom de Mário Zagallo (dit « Petite Fourmi »), né le 9 août 1931 à Maceió (Brésil) et mort le 5 janvier 2024 à Rio de Janeiro (Brésil), est un ancien joueur et entraîneur de football brésilien d'origines libanaise et italienne. Il est actif de 1948 à 1965, d’abord avant-centre puis ailier gauche, et devient entraîneur de football au Brésil entre 1966 et 2006.
Zagallo est un des piliers de l'équipe du Brésil qui remporte la Coupe du monde en 1958 et 1962. Nommé sélectionneur national après l'échec du Brésil à la Coupe du monde 1966, il remporte le Mondial 1970 avec la Seleção. Il devient alors la première personnalité de l'histoire du football, à remporter le trophée en tant que joueur et sélectionneur (il sera ensuite rejoint par Franz Beckenbauer et Didier Deschamps). 
Il revient comme entraîneur adjoint pour la Coupe du monde 1994, remportée également par le Brésil, puis en tant qu'entraîneur principal lors de l'édition 1998 où le Brésil s'incline en finale face à la France. 
Au moment de sa mort, il est l'ultime survivant des brésiliens champions du monde en 1958.

## Biographie

### Carrière de joueur

#### América Football Club
Mário Zagallo fait ses débuts en équipe première de l'América Football Club en 1948.

#### Flamengo
En 1950, il est transféré au Flamengo, un des plus grands clubs de football brésilien. Il y remporte trois fois le Championnat de Rio de Janeiro en 1953, 1954 et 1955.

#### Botafogo

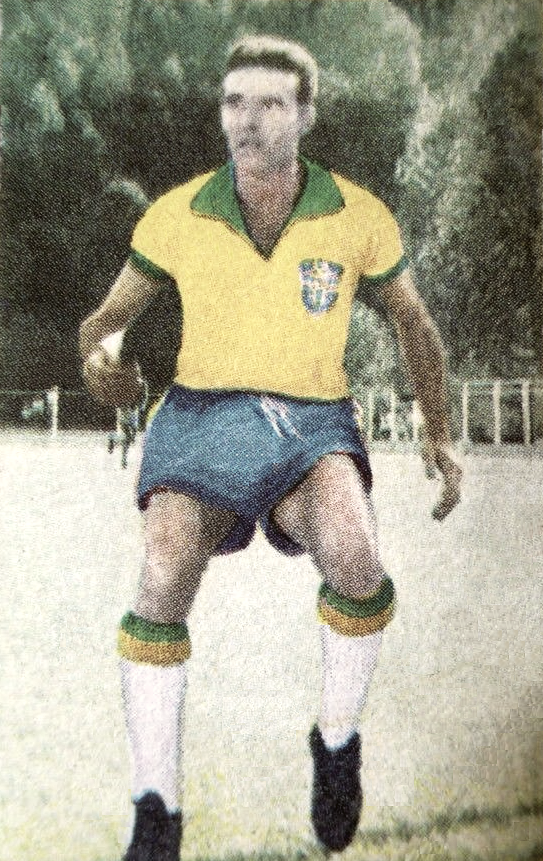
Mário Zagallo en 1962.

Après huit saisons au Flamengo, il signe au club rival de Botafogo en 1958. Zagallo intègre l'équipe nationale du Brésil au même moment, et participe à la Coupe du monde 1958 en Suède. Il inscrit le quatrième but de son équipe lors de la finale remportée face au pays hôte, et remporte ainsi le premier titre mondial du Brésil. Avec son club, il remporte encore deux fois le Championnat de Rio de Janeiro en 1961 et 1962, ainsi que le Tournoi Rio-São Paulo en 1962.
Il fait à nouveau partie de l'équipe du Brésil pour la Coupe du monde 1962 au Chili, dont l'ossature est basée sur celle du Botafogo avec cinq titulaires provenant de ce club. Il inscrit le premier but du Brésil dans le tournoi. Aligné sur l'aile gauche, il remporte une deuxième fois le titre mondial, exploit réalisé uniquement par l'Italie 24 ans auparavant.
Mário Zagallo joue encore trois saisons avec Botafogo, et remporte le Tournoi Rio-São Paulo en 1964, ainsi que quelques trophées mineurs lors de tournois amicaux. Il est repris en équipe nationale jusqu'en 1964, année de sa 33e et dernière sélection. Il met ensuite un terme à sa carrière de joueur professionnel en 1965, avec un palmarès garni de deux titres de champion du monde, cinq titres de champion de l'État de Rio, et une victoire dans le Tournoi Rio-São Paulo.

### Carrière d'entraîneur

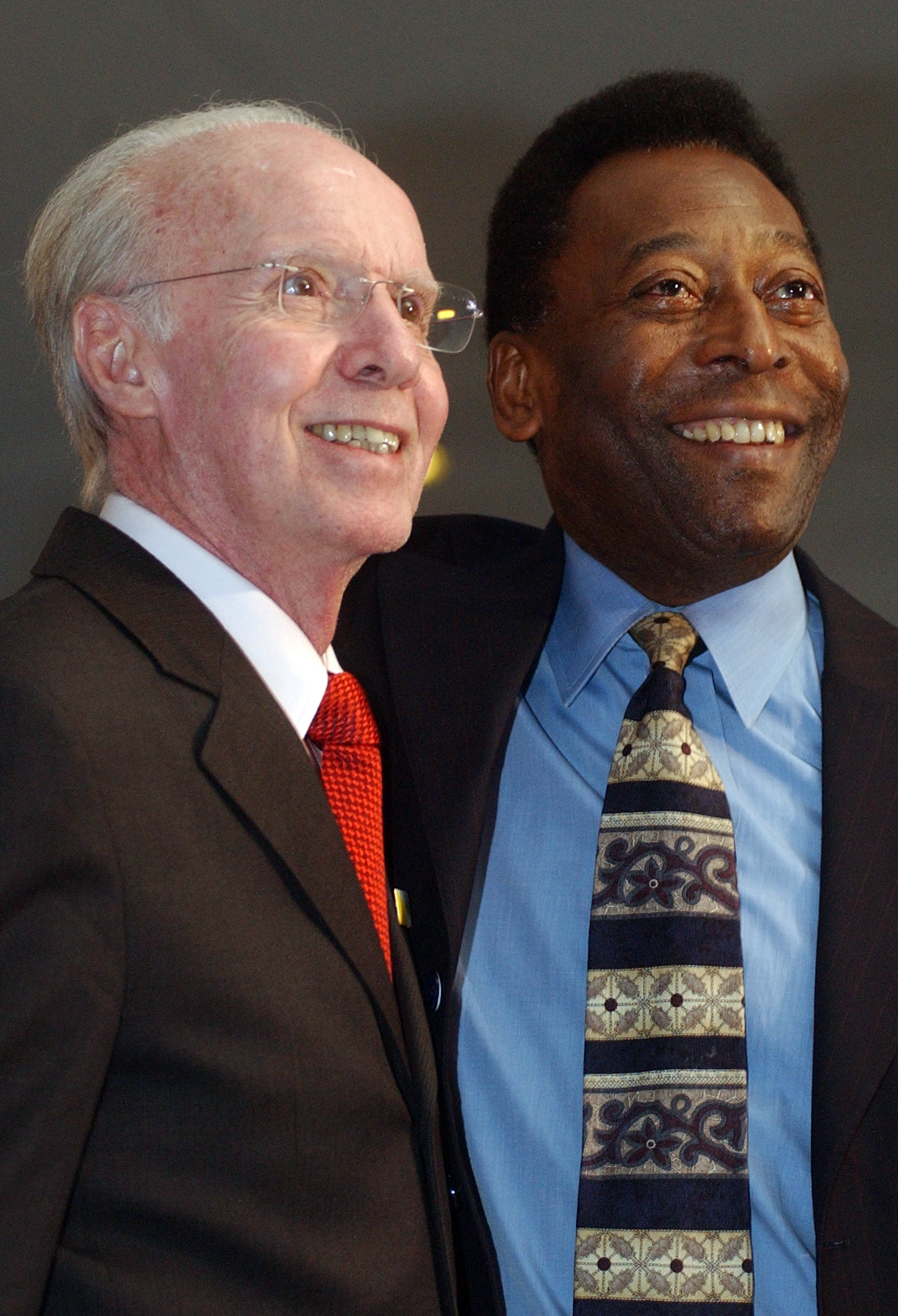
Zagallo et Pelé en 2008, lors du 50e anniversaire de la Coupe du monde 1958.

Un an après sa retraite sportive, Zagallo est nommé entraîneur principal du Botafogo, et remporte le titre de champion de l'État de Rio de Janeiro et la Coupe Guanabara dès sa première saison. L'année suivante, il remporte à nouveau ces deux trophées, et y ajoute également la dernière édition de la Taça Brasil, la coupe nationale brésilienne considérée comme l'ancêtre du Championnat du Brésil actuel. Dans le même temps, il est nommé sélectionneur national du Brésil, pour préparer l'équipe à la coupe du monde 1970. Il démissionne de ce poste en 1968, puis est rappelé à quelques mois de la compétition à la suite du départ de João Saldanha.
Durant la Coupe du monde au Mexique, le Brésil remporte ses six matches en inscrivant la bagatelle de 19 buts, faisant de Zagallo le premier ancien vainqueur du trophée à le remporter également comme sélectionneur, exploit que seuls Franz Beckenbauer et Didier Deschamps reproduiront. Avec son jeu tourné vers l'offensive et son dispositif en 5-3-2 (5 défenseurs, 3 milieux de terrain et 2 attaquants), pouvant se muer en 3-5-2 lors des phases offensives, Zagallo a posé les bases de ce que serait le jeu du Brésil pour les années suivantes.
Tout en restant sélectionneur national, Mário Zagallo devient également entraîneur du club de Fluminense en 1971. Cette année-là, il remporte le Championnat de Rio de Janeiro pour la troisième fois. Au cours de la saison 1972, il devient l'entraîneur du rival ancestral, le Flamengo, avec lequel il remporte le Championnat de Rio pour la deuxième saison d'affilée. Il remporte ce trophée pour la cinquième fois en 1974, toujours avec Flamengo. Parallèlement, il est le sélectionneur du Brésil lors de la Coupe du monde 1974 en Allemagne, où le Brésil termine quatrième.
En 1975, il revient au Botafogo, mais ne connaît pas le même succès que lors de son premier passage. Après une saison, il quitte le Brésil pour devenir sélectionneur de l'équipe du Koweït, avec pour objectif de qualifier le pays pour la Coupe du monde 1978. Mais le Koweït termine troisième du tour final de qualifications, remporté par l'Iran, et ne se qualifie pas pour le tournoi mondial. Le contrat de Zagallo dans le Golfe n'est pas prolongé, et il rentre au Brésil, pour prendre une troisième fois la direction du Botafogo.
Mário Zagallo ne reste à nouveau qu'un an dans son pays natal, avant de repartir au Moyen-Orient. Il s'engage au Al-Hilal FC, en Arabie saoudite, et remporte le titre national 1979. Après ce succès, il revient au Brésil, et signe au Vasco de Gama, son quatrième club brésilien différent. Il n'y reste à nouveau qu'un an, et retourne en Arabie saoudite en 1981, prendre en mains la destinée de l'équipe nationale.
En 1984, Zagallo est de retour au Flamengo, double champion du Brésil en titre. Il ne parvient pas à remporter un nouveau titre en deux saisons, et en 1986, il resigne au Botafogo, ce qui constitue son quatrième passage au sein du club. Le succès n'est pas plus au rendez-vous, et après deux saisons vierges de trophées majeurs, il s'engage au Bangu Atlético Clube. Il y reste jusqu'en 1989, quand il est nommé sélectionneur national des Émirats arabes unis. Il réussit l'exploit de qualifier le pays pour la Coupe du monde 1990, mais il est limogé quelques semaines avant le début du tournoi. Il revient alors au Vasco de Gama, puis met une première fois un terme à sa carrière d'entraîneur en 1991.
En 1994, Mário Zagallo est rappelé par la fédération brésilienne pour devenir l'assistant du sélectionneur en place, Carlos Alberto Parreira, quelques mois avant le début de la Coupe du monde 1994. Pratiquant un jeu moins spectaculaire que ce à quoi les spectateurs étaient habitués, le Brésil de Pareira et Zagallo devient le premier pays à remporter quatre fois le titre mondial. Lors de chaque victoire, Mário Zagallo était présent dans l'équipe, sur le terrain ou sur le banc. Après le départ de Pareira, il est promu sélectionneur principal jusqu'à la prochaine Coupe du monde en France.
Lors de son mandat à la tête de l'équipe nationale brésilienne, il remporte haut la main la Copa América 1997 et la Coupe des confédérations 1997, faisant du Brésil le grand favori du tournoi mondial devant se dérouler un an plus tard.
En 1998, le Brésil tient son rang et atteint à nouveau la finale de l'épreuve, face au pays hôte. Mais méconnaissables sur le terrain, les brésiliens sont dépassés par les Français emmenés par un Zinédine Zidane des grands soirs, et s'inclinent 3 buts à 0. Il quitte son poste de sélectionneur à la fin du tournoi.
En 1999, il est nommé entraîneur du club de Portuguesa. Après deux saisons sans titre, il signe pour une dernière pige au CR Flamengo en 2001. Le club remporte le Championnat de Rio de Janeiro, ce qui permet à Mário Zagallo, âgé de 70 ans, de prendre une nouvelle fois sa retraite sur un dernier trophée.
En 2003, la fédération brésilienne rappelle à nouveau Zagallo et le sort de sa retraite pour le nommer Coordinateur Technique, en vue de préparer la conquête d'une sixième Coupe du monde en 2006. Le Brésil est éliminé en quarts de finale par la France, futur finaliste, et cette fois Mário Zagallo se retire définitivement du monde du football.
Au total, il aura dirigé le Brésil pendant 154 matches, pour 110 victoires, 33 matches nuls et seulement 11 défaites.

## Palmarès

### Joueur

#### Trophées majeurs
- 2 fois Champion du Monde en 1958 et 1962 avec le Brésil.
- Finaliste de la Copa America 1959 avec le Brésil.
- 5 fois champion de l'État de Rio de Janeiro, 3 fois avec Flamengo en 1953, 1954 et 1955, et 2 fois avec Botafogo en 1961 et 1962.
- Vainqueur de la Coupe des champions des États Rio-São Paulo en 1955 avec Flamengo.
- 2 fois vainqueur du Tournoi Rio-São Paulo en 1962 et 1964 avec Botafogo.

#### Trophées mineurs
- Vainqueur de la Copa del Atlántico en 1960 avec le Brésil.
- Vainqueur de la Copa Roca en 1963 avec le Brésil.
- 3 fois vainqueur de la Coupe Oswaldo Cruz en 1958, 1961 et 1962 avec le Brésil.
- 2 fois vainqueur de la Coupe Bernardo O'Higgins en 1959 et 1961 avec le Brésil.
- Vainqueur de la Coupe Elfsborg en 1951 avec Flamengo.
- Vainqueur du Tournoi du Pérou de 1952 en 1952 avec Flamengo.
- Vainqueur du Trophée de la Cité d'Arequipa en 1952 avec Flamengo.
- Vainqueur du Tournoi d'Argentine de 1953 en 1953 avec Flamengo.
- Vainqueur du Tournoi de Curitiba en 1953 avec Flamengo.
- 2 fois vainqueur du Tournoi international de Rio de Janeiro en 1954 et 1955 avec Flamengo.
- Vainqueur du Trophée de l'Ambassadeur Oswaldo Aranha en 1956 avec Flamengo.
- Vainqueur du Trophée Ponto Frio en 1957 avec Flamengo.
- Vainqueur du Trophée Almana Idrotts Klubben en 1957 avec Flamengo.
- Vainqueur du Tournoi d'Israël en 1958 avec Flamengo.
- Vainqueur du Tournoi international de Colombie en 1960 avec Botafogo.
- 3 fois vainqueur du Tournoi initial de football en 1961, 1962 et 1963 avec Botafogo.
- Vainqueur du Tournoi pentagonal de Mexico de 1962 en 1962 avec Botafogo.
- Vainqueur du Tournoi de Paris en 1963 avec Botafogo.
- Vainqueur du Tournoi pour le Jubilé d'or de la Fédération bolivienne de football en 1964 avec Botafogo.
- Vainqueur du Tournoi du Gouverneur Magalhães Pinto en 1964 avec Botafogo.
- Vainqueur de la Coupe de Panamaribo de 1964 en 1964 avec Botafogo.
- Vainqueur du Tournoi Ibéro-Américain de 1964 en 1964 avec Botafogo.

### Entraîneur

#### Trophées majeurs
- 2 Coupes du Monde en 1970 (sélectionneur) et 1994 (assistant) avec le Brésil.
- Copa América en 1997 avec le Brésil.
- Coupe des confédérations en 1997 avec le Brésil.
- Championnat du Brésil en 1986 avec Botafogo.
- Taça Brasil en 1968 avec Botafogo.
- Champion de Rio de Janeiro 6 fois, 2 fois avec Botafogo, 1 fois avec Fluminense, et 3 fois avec Flamengo.
- Coupe des champions de football en 2001 avec Flamengo.

#### Trophées mineurs
- Coupe de l'Indépendance du Brésil en 1972 avec le Brésil.
- Coupe Umbro en 1995 avec le Brésil.

#### Distinctions personnelles mineures
- Désigné 9e meilleur entraîneur de tous les temps par World Soccer en 2013[6],[7].
- Désigné 27e meilleur entraîneur de tous les temps par FourFourTwo en 2020[8].